# گرانت دیویس
گرانت دیویس (انگلیسی: Grant Davies؛ زادهٔ ۱۱ سپتامبر ۱۹۶۳) قایقران کایاک، و قایقران کانو اهل استرالیا است.